# Kálmán Imre EuroNight
A Kálmán Imre EuroNight (Ausztriában EuroCity) éjszakai vonatjárat, amely a budapesti Keleti pályaudvar és Stuttgart Hauptbahnhof között közlekedik, irányonként napi egy indulással. A vonat közvetlen kocsikat továbbít Stuttgart és Zágráb,  Stuttgart és Velence, Nyáron Stuttgart és Fiume, valamint Budapest és Zürich között. A vonatot a MÁV, ÖBB és a DB üzemelteti (vonatszám: EN 462/463).

## Története
Az 1988/1989-es menetrendváltástól közlekedik. Ekkor még nemzetközi gyorsvonatként közlekedett Siófok–Székesfehérvár–Komárom–Hegyeshalom–Bécs viszonylatban 1988–1990 között (vonatszáma: 1344/1345).[forrás?]
Az 1992/1993-as menetrendváltástól új vonatszámmal (268/269) újraindították a vonatot Budapest–München viszonylatban, és közvetlen kocsit továbbított Bukarest felé illetve felől. Budapest-Keleti és Hegyeshalom között csak Győrben állt meg.[forrás?]
Az 1999 és 2000-es nyári szezonban ismét a Balaton felől jött, és Siófok helyett Fonyód lett a végállomás. De már Budapest–Keletiig közlekedett, és innen ment tovább München felé.[forrás?]
A 2001/2002-es menetrendváltástól a vonat megkapta az EuroNight rangot.[forrás?]
2008. december 14-étől új vonatszámmal közlekedik (EN 462/463), és ezzel együtt megáll Budapest-Kelenföldön is. 2013-ban már Tatabányán is megáll.[forrás?]
A 2010/2011-es menetrendváltástól már nem továbbitott román közvetlen kocsit München felé.[forrás?]
A 2014/2015-ös menetrendváltástól a vonat Salzburgig a Wiener Walzer EuroNight vonattal egyesítve közlekedik.
2020. március 25-étől 2021. május 31-ig a koronavírus-járvány miatt ideiglenesen szünetelt a háló- és étkezőkocsi szolgáltatás, illetve csak Salzburgig közlekedett, és nem továbbitott közvetlen kocsit Zürichbe.
A 2022/2023-as menetrendváltástól meghosszabbított útvonalon München helyett egészen Stuttgartig közlekedik.

## Megállóhelyei
| Megállóhelyek                                        |
| ---------------------------------------------------- |
| 1. Budapest-Keleti                                   |
| 2. Budapest-Kelenföld                                |
| 3. Tatabánya                                         |
| 4. Győr                                              |
| 5. Mosonmagyaróvár                                   |
| 6. Hegyeshalom                                       |
| 7. Wien Hauptbahnhof (Bécs)                          |
| 8. Wien Meidling                                     |
| 9. Sankt Pölten                                      |
| 10. Linz                                             |
| 11. Wels (csak München felé)                         |
| 12. Salzburg Hauptbahnhof (Közvetlen kocsi Zürichbe) |
| 13. Rosenheim                                        |
| 14. München Ostbahnhof                               |
| 15. Augsburg                                         |
| 16. Ulm                                              |
| 17. Göppingen                                        |
| 18. Stuttgart Hauptbahnhof                           |

## Vonatösszeállítás
Vonatösszeállítás 2024. december 15-étől:
| Kocsiszám | Típus                              | Útirány                      |
| --------- | ---------------------------------- | ---------------------------- |
|           | ÖBB 1116 villanymozdony            | Budapest - Salzburg          |
| 267       | START Amz (első osztályú fülkés)   | Budapest - Salzburg          |
| 265       | START Bpmz (termes másodosztályú)  | Budapest - Salzburg          |
| 264       | START Bpmz (termes másodosztályú)  | Budapest - Salzburg          |
| 263       | START WLABmz (hálókocsi)           | Budapest - Stuttgart         |
| 262       | START Bcmz (hálókocsi)             | Budapest - Stuttgart         |
| 261       | START Bmz (másodosztályú többcélú) | Budapest - Stuttgart         |
| 319       | START Bmz (termes másodosztályú)   | Budapest - Salzburg - Zürich |
| 318       | START Bcmz (hálókocsi)             | Budapest - Salzburg - Zürich |
| 317       | START Bcmz (hálókocsi)             | Budapest - Salzburg - Zürich |
| 316       | START WLABmz (hálókocsi)           | Budapest - Salzburg - Zürich |

- Budapest felé fordított sorrend